# Manari
Manari est une municipalité brésilienne située dans l'État du Pernambouc.